# Magali Noël
Magali Noëlle Guiffray, más conocida por su seudónimo Magali Noël (Esmirna, 27 de junio de 1931-Chateauneuf-Grasse, 23 de junio de 2015), fue una actriz y cantante francesa nacida en Turquía de padres provenzales.

## Biografía
Nativa de Esmirna, emigró a Francia en 1951. Actuó en varias películas en francés y en italiano, siendo favorita de grandes directores como René Clair, Costa Gavras, Jean Renoir y Jules Dassin hasta 1980. Su carrera como actriz y cantante en televisión se prolongó hasta 2002.
Noël, con cierto aire a Sophia Loren, debutó como cantante de cabaré y se lanzó al cine en la década de 1950, cuando los rostros femeninos más célebres del cine francés eran los de Brigitte Bardot, Jeanne Moreau, Annie Girardot y el suyo. Con cerca de 80 películas en su filmografía, su primer éxito le llegó en 1956 de la mano de Jean Renoir, con la película Elena et les hommes, que le abrió un camino artístico muy ligado al cine italiano de Giorgio Simonelli, Luciano Emmer o Giorgio Bianchi, y también con Constantin Costa-Gavras y Denis Parent, director en 2003 de su última película, Rien que du bonheur. Pero a Magali Noël se la recordará siempre por dar vida a algunas de las fantasías sexuales de Fellini, como el personaje de Gradisca que obsesiona a los chavales que pueblan los recuerdos del director italiano en Amarcord. 
Fue inmortalizada en la película Rififi, de Jules Dassin. Federico Fellini la convocó para pequeños papeles en varias películas como La dolce vita y Satiricón, recordándosela en Amarcord como Gradisca.
En Francia se la apreciaba especialmente por su carrera en paralelo como cantante, gracias en gran medida a la rompedora canción escrita por Boris Vian y compuesta por Alain Goraguer «Fais-moi mal, Johnny» («Hazme daño, Johny»). Durante más de tres décadas, Noël interpretó esa canción —que se considera precursora del rock and roll francés y cuya letra fue objeto de censura a mediados del pasado siglo— junto con el pianista Hervé Sellin. 
Su carrera discográfica se inicia en Francia en 1956 y su canción más famosa es «Fais-moi mal, Johnny» («Maltrátame, Johnny»), de Boris Vian. La canción fue prohibida en radio por su ácido humor y descripción de un episodio sadomasoquista. Fue cantada y grabada en español por Nacha Guevara a principios de los años setenta en Argentina. En catalán fue versionada por Guillermina Motta.
Participó en varias obras de teatro; sus últimas apariciones fueron en 1986, en Cabaret, dirigida por Jérôme Savary.
En 1996, participó en el documental sobre su amigo el pintor Marcel Peltier y también en el escenario del Teatro de los Champs-Élysées, presentó un espectáculo dedicado exclusivamente a Jacques Prévert.
La actriz se casó con el intérprete Jean-Pierre Bernard, con quien tuvo una hija. En segundas nupcias, adoptó otros dos niños.
Falleció a los 83 años, según informó su hija el martes 23 de junio de 2015, a punto de cumplir 84 años, en la residencia de ancianos en la que vivía, en la localidad de Chateauneuf-Grasse, en el departamento mediterráneo de Alpes-Marítimos - Francia.

## Filmografía
- 1951: Demain nous divorçons
- 1951: Seul dans Paris - Jeanette Milliard
- 1953: Deux de l'escadrille
- 1954: Mourez, nous ferons le reste - Françoise
- 1955: Le fils de Caroline chérie - Térésa
- 1955: Chantage - Denise
- 1955: Razzia sur la chnouf - Lisette
- 1955: Du rififi chez les hommes (Rififi) - Viviane
- 1955: Les grandes manoeuvres - Thérèse
- 1956: OSS 117 n'est pas mort - Muriel Rousset
- 1956: Les possédées - Pia Manosque
- 1956: Elena et les hommes - Lolotte
- 1957: Assassins et voleurs - Madeleine Ferrand
- 1958: È arrivata la parigina - Yvette
- 1958: Le désir mène les hommes - Nathalie
- 1958: Si le roi savait ça - Arnaude
- 1958: Le piège - Cora Caillé
- 1959: Des femmes disparaissent - Coraline Merlin
- 1959: Ça n'arrive qu'aux vivants - Gloria Selby
- 1959: Oh! Qué mambo - Viviane Montero
- 1959: L'Île du bout du monde - Jane
- 1960: Gastone - Sonia
- 1960: Boulevard - Jenny Dorr
- 1960: A qualcuna piace calvo - Marcella Salustri
- 1960: Marie des Isles - Julie
- 1960: La dolce vita - Fanny
- 1960: Noi siamo due evasi - Odette
- 1961: Le Sahara brûle - Lénq
- 1961: La ragazza in vetrina - Chanel
- 1961: La loi de la guerre (Legge di guerra) - Olga
- 1961: Jeunesse de nuit (Gioventù di notte)
- 1961: Dans la gueule du loup - Barbara Yabakos
- 1961: En pleine bagarre (Mani in alto)
- 1961: Le jeu de l'assassin (Mörderspiel) - Eva Troger
- 1962: Le secret de d'Artagnan (Il colpo segreto di d'Artagnan) - Carlotta
- 1963: Totò e Cleopatra - Cleopatra
- 1963: Queste pazze pazze donne
- 1963: Tempête sur Ceylan (Das Todesauge von Ceylon) - Gaby
- 1963: L'accident - Andréa
- 1964: La traite des blanches - Louisa
- 1964: Requiem pour un caïd - Éva
- 1964: Oltraggio al pudore - hermana de Giovenella
- 1964: Le dernier tiercé - Lydia
- 1964: La corde au cou
- 1965: La dama de Beirut
- 1966: Comment ne pas épouser un milliardaire
- 1967: Le Golem (TV) - Angelina
- 1968: Le mois le plus beau - Claudia
- 1969: Z -
- 1969: L'astragale - Annie
- 1969: I marziani hanno dodici mani - Matilde Bernabei
- 1969: Satyricon - Fortunata
- 1970: Edipeon
- 1970: Tropique du Cancer (Tropic of Cancer)
- 1970: Les brebis du révérend (Kyrkoherden)
- 1970: The Man Who Had Power Over Women - Mme Franchetti
- 1971: Le Belve
- 1971: Il prete sposato - Signora Bellini
- 1972: Racconti proibiti... di niente vestiti
- 1972: Comme avant, mieux qu'avant (telefilm) - Fulvia Gelli
- 1972: Le p'tit vient vite - La cuidadora de enfermos
- 1973: Amarcord - Ninola/"Gradisca"
- 1975: Il tempo degli assassini - Rossana
- 1975: Paolo Barca maestro elementare praticamente nudista
- 1975: La Banca di Monate
- 1977: Stato interessante
- 1978: Jean-Christophe (serie de televisión)
- 1978: Les rendez-vous d'Anna - Ida
- 1980: Le chemin perdu - Maria
- 1980: Le président est gravement malade (TV) - Edith Wilson
- 1982: Les confessions du chevalier d'industrie Felix Krull (Bekenntnisse des Hochstaplers Felix Krull)
- 1982: Qu'est-ce qui fait courir David ? - Sarah
- 1982: L'enfant et les magiciens (TV) -Marguerite
- 1983: Les années 80
- 1983: La mort de Mario Ricci - Solange
- 1984: Sortie interdite (TV) - Mado
- 1985: Diesel - Mickey
- 1985: Vertiges - Constance
- 1986: Exit-exil - Solange
- 1986: L'amour tango (TV) - Angèle
- 1989: La nuit de l'éclusier - Hélène Belloz
- 1989: Pentimento - Maddeleine
- 1991: Crimes et jardins (telefilm) - Suzanne
- 1992: Les cœurs brûlés - Julia
- 1997: Les héritiers (telefilm) - Zizi
- 1998: Le dernier fils (telefilm) - Elisabeth Haas
- 1999: l'historie du samedi (serie de televisión, episodio "La nuit des hulottes")
- 2000: La Fidélité
- 2001: Regina Coeli - Regina
- 2002: La source des sarrazins (telefilm) - Rose
- 2002: The Truth About Charlie - la misteriosa mujer de negro

## Teatro
- 1954: L’Amour des quatre colonels, de Peter Ustinov
- 1954: Si jamais je te pince !..., de Eugène Labiche
- 1961: Louisiane de Marcel Aymé
- 1971: Le Septième Commandement : Tu voleras un peu moins..., de Dario Fo
- 1971: Los tres mosqueteros, de Alejandro Dumas

## Discografía
- 1956: «Fais-moi mal, Johnny», de Boris Vian[6]
- 1964: Magali Noël chante Boris Vian
- 1988: Magali Noël chante Boris Vian
- 1989: Regard sur Vian, Stéphanie Noël
- 2002: Magali Noël (CD Story Mercury)